# Ліптовська Анна
Ліптовська Анна (словац. Liptovská Anna) — село, громада округу Ліптовський Мікулаш, Жилінський край, регіон Ліптов. Кадастрова площа громади — 11,28 км².
Населення 84 особи (станом на 31 грудня 2018 року).

## Історія
Ліптовська Анна згадується 1396 року.

## Населення
| Рік:            | 1994. | 2004.   | 2014.   | 2024.    |
| --------------- | ----- | ------- | ------- | -------- |
| Кількість осіб: | 104   | 94      | 86      | 104      |
| Різниця:        |       | -9,61 % | -8,51 % | +20,93 % |

| Рік:            | 2023. | 2024.   |
| --------------- | ----- | ------- |
| Кількість осіб: | 97    | 104     |
| Різниця:        |       | +7,21 % |